# Cruciata grecescui
Cruciata grecescui är en måreväxtart som först beskrevs av Prodán, och fick sitt nu gällande namn av Károly Rezsö Soó von Bere. Cruciata grecescui ingår i släktet korsmåror, och familjen måreväxter.
Artens utbredningsområde är Rumänien. Inga underarter finns listade i Catalogue of Life.